# Sebastian Ström
Sebastian Ström, född 31 januari 1988 i Helsingborg, Sverige, är en svensk ishockeyback. Han mäter 184 cm och väger 84 kilo.